# Eine Nacht in Venedig (1953)
Eine Nacht in Venedig ist eine österreichische Filmkomödie von Georg Wildhagen aus dem Jahr 1953. Er beruht auf der gleichnamigen Operette von Johann Strauss und lief auch unter dem Alternativtitel Komm in die Gondel.

## Handlung
Der Ruhm des Herzogs von Urbino als Herzensbrecher ist bereits leicht verwelkt, denn er ist nicht mehr der Jüngste, aber doch noch nicht ganz harmlos auf allen Gebieten. Deshalb beschlossen die Senatoren der Stadt Venedig ihm für den offiziellen Besuch zum Karneval ein erlesenes Sortiment abgelagerter Schönheiten und reifere Jahrgänge zu präsentieren.
Der Herzog von Urbino hatte aber bereits die junge Frau des Senators Delagua ins Auge gefasst, von deren Schönheit er bereits hörte. Dem Senator waren aber auch die Vorlieben des Herzogs bekannt, und er setzte alle Hebel in Bewegung, seine Barbara ins Kloster von Murano in Sicherheit zu bringen. Davon war aber Barbara nicht begeistert, denn sie wollte den Karneval gemeinsam mit ihrem Geliebten Enrico verbringen. Deshalb schickte sie ihre Halbschwester Annina, die mit Caramello, dem Kammerdiener des Herzogs verlobt ist, als Stellvertreterin ins Kloster. Gerade dieser Caramello, der die maskierte Annina nicht erkannte, hält sie für Frau Delagua, entführt sie und bringt sie zum Herzog. Der ist begeistert, im Gegensatz zu Caramello, der seine Braut inzwischen erkannt hat und nun wieder aus den Fängen des Herzogs befreien will. Er muss sogar sehr an sich halten, um bei der Rasur des Herzogs, nicht in der Nähe des Kehlkopfes abzurutschen.
Der Eifersuchtsmord erweist sich aber als überflüssig. Der Senator persönlich bringt die angenommene Frau Delagua Nummer 2 zum Herzog, um dessen Gunst nicht zu verlieren. Die Nummer 2 wurde von dem Stubenmädchen Ciboletta übernommen, ist aber auch nicht echter als die Nummer 1. Nun ist der Herzog bereits leicht verwirrt, was sich noch steigert, als plötzlich die Frau Delagua Nummer 3 auftaucht. Diesmal ist es sogar die echte und alle Beteiligten sind der Meinung, dass es Zeit ist, die Masken zu lüften und dem Durcheinander ein Ende zu bereiten.

## Produktion
Die Operette wurde bereits 1934 von Regisseur Robert Wiene verfilmt. 
Der Film wurde in Venedig und in den Ateliers der Wien-Film am Rosenhügel auf Agfacolor gedreht. Es spielen die Wiener Symphoniker.
Er erlebte seine Uraufführung in Salzburg/Österreich am 14. August 1953. Die DDR-Erstaufführung fand am 16. März 1954 statt und die Premiere in der Bundesrepublik erfolgte am 16. Oktober 1953 in Essen unter dem Titel Komm in die Gondel. Später lief der Film in der Bundesrepublik auch unter seinem Originaltitel, unter dem er stets in der DDR gezeigt wurde.
In der ARD wurde der Film erstmals am 1. März 1960 gezeigt und im Versuchsprogramm des Fernsehzentrums der DDR lief er am 31. Juli 1954 zum ersten Mal.

## Kritik
Das Lexikon des internationalen Films bezeichnet den Film als eine schwerfällige und witzlose Verfilmung einer Johann-Strauß-Operette.